# Zdjęciaki
Zdjęciaki (ang. Pic Me) – irlandzki serial animowany z lat 2004–2007, skierowany do dzieci w wieku przedszkolnym. Każdy z 105 pięciominutowych odcinków łączy edukację z zabawą, ucząc rozróżniania kolorów, kształtów oraz rozwijając logiczne i kreatywne myślenie.

## Opis
Unikalną cechą serialu jest udział dziecka jako głównego bohatera każdego odcinka. Widoczna jest tylko jego twarz, podczas gdy reszta ciała jest animowana. Dziecko wchodzi w interakcje z grupą zwierzęcych przyjaciół: żyrafą Gracją, słoniem Edgarem, małpką Psotkiem, papugą Lotką, krokodylem Ząbkiem i lwem Grzywkiem. Te postacie prowadzą narrację, tworząc magiczny świat wokół małego bohatera. 
Każdy odcinek przedstawia codzienne sytuacje i wyzwania, z którymi dziecko może się identyfikować, takie jak nauka kolorów, kształtów czy zasad dobrego zachowania. Zwierzęcy przyjaciele pomagają w rozwiązywaniu problemów, ucząc wartości współpracy, przyjaźni i empatii.